# العلاقات السعودية البيلاروسية
العلاقات السعودية البيلاروسية هي العلاقات الثنائية التي تجمع بين السعودية وروسيا البيضاء.

## مقارنة بين البلدين
هذه مقارنة عامة ومرجعية للدولتين:
| وجه المقارنة                                              | السعودية        | روسيا البيضاء                    |
| --------------------------------------------------------- | --------------- | -------------------------------- |
| المساحة (كم2)                                             | 2.25 مليون      | 207.60 ألف                       |
| عدد السكان (نسمة)                                         | 33.00 مليون     | 9.50 مليون                       |
| الكثافة السكانية (ن./كم²)                                 | 14.67           | 45.76                            |
| العاصمة                                                   | الرياض، الدرعية | مينسك                            |
| اللغة الرسمية                                             | اللغة العربية   | اللغة البيلاروسية، اللغة الروسية |
| العملة                                                    | ريال سعودي      | روبل بلاروسي                     |
| الناتج المحلي الإجمالي (بليون دولار)                      | 683.83 مليار    | 54.44 مليار                      |
| الناتج المحلي الإجمالي (تعادل القوة الشرائية) بليون دولار | 1.69 تريليون    | 168.35 مليار                     |
| الناتج المحلي الإجمالي الاسمي للفرد دولار أمريكي          | 20.48 ألف       | 5.74 ألف                         |
| الناتج المحلي الإجمالي للفرد دولار أمريكي                 | 52.01 ألف       | 18.18 ألف                        |
| مؤشر التنمية البشرية                                      | 0.837           | 0.798                            |
| رمز المكالمات الدولي                                      | +966            | +375                             |
| رمز الإنترنت                                              | .sa             | .by، .бел                        |
| المنطقة الزمنية                                           | ت ع م+03:00     | ت ع م+03:00                      |

## منظمات دولية مشتركة
يشترك البلدان في عضوية مجموعة من المنظمات الدولية، منها:
| علم المنظمة | اسم المنظمة                               | تاريخ انضمام السعودية | تاريخ انضمام روسيا البيضاء |
| ----------- | ----------------------------------------- | --------------------- | -------------------------- |
|             | مؤسسة التمويل الدولية                     | 18 سبتمبر 1962        | 2 نوفمبر 1992              |
|             | منظمة حظر الأسلحة الكيميائية              | ?                     | ?                          |
|             | الأمم المتحدة                             | 24 أكتوبر 1945        | 24 أكتوبر 1945             |
|             | الاتحاد الدولي للاتصالات                  | 7 فبراير 1949         | 7 مايو 1947                |
|             | منظمة الشرطة الجنائية الدولية             | 13 يونيو 1956         | ?                          |
|             | البنك الدولي للإنشاء والتعمير             | 26 أغسطس 1957         | 10 يوليو 1992              |
|             | الاتحاد البريدي العالمي                   | ?                     | ?                          |
|             | المركز الدولي لتسوية المنازعات الاستشارية | 7 يونيو 1980          | 9 أغسطس 1992               |
|             | وكالة ضمان الاستثمار متعدد الأطراف        | 12 أبريل 1988         | 3 ديسمبر 1992              |
|             | يونسكو                                    | 4 نوفمبر 1946         | 12 مايو 1954               |

## وصلات خارجية
- موقع وزارة الخارجية السعودية
- موقع وزارة الخارجية البيلاروسية